# بضع الصلبة الأمامي
بضع الصلبة الأمامي (بالإنجليزية: Sclerotomy)‏ هو فتح (أو شق) الجراحي للغرفة الأمامية للعين، ويعمل في المقام الأول لتفريج الزرق.
يمكن بضع الصلبة الأمامي عن طريق:
1. استئصال الزجاجية عبر الملتحمة (TSV)[2][3]
2. بضع تصلب الصلبة الأمامي العميق عالي التردد (HFDS)[2][4]
3. بضع الصلبة الأمامي كامل السمك[2]